# Myråsen
Myråsen är en småort med huvuddelen i Skara kommun men med en mindre del även i Götene kommun.  Den är belägen där tre socknar möts och husen är belägna i Ova socken, Hangelösa socken och Skånings-Åsaka socken. Dessa tillhör Götene kommun respektive Skara kommun.

## Historia
Orten består av en klunga hus som växte upp runt en station på den tidigare Västergötland–Göteborgs Järnvägar mellan Göteborg och Gårdsjö. Nu stannar ångtågen på musei-järnvägen mellan Skara och Lundsbrunn. 
Tidigare fanns här lanthandel och några andra näringsidkare, till exempel mejeri och smedja. 
Platsen har fått sitt namn efter Myråsens gård numera hemvist för Myråsens ryttarklubb som bildades 1995 på Myråsens ridskola.